# Jørgen Krogh (politiker)
Jørgen Jensen Krogh (født 6. januar 1893 i Lyngby i Thy, død 21. februar 1963) var en dansk skoleinspektør og politiker. Han var medlem af Folketinget for Venstre fra 1950 til 1960.

## Uddannelse og erhverv
Jørgen Krogh var søn af gårdejer Jens Jørgensen Krogh. Han gik folkeskole i Hørdum i Thy og var uddannet lærer på Ribe Seminarium fra 1914. Han var årskursus på Statens Lærerhøjskole 1919-1920 og havde forskellige feriekurser.
Han var vikar ved Thisted skolevæsen 1914 til 1915, andenlærer i Hvidbjerg på Mors fra 1915 til 1918, førstelærer i Koed på Djursland fra 1918 til 1935. Han blev skoleinspektør i Ikast i 1935. Fra 1946 til 1949 virkede han undervisningsinspektør under flygtningeadministrationen ved de tyske flygtningelejre i Jylland.

## Politisk karriere
Krogh var medlem af landsstyrelsen for Venstres Ungdom 1922-23 og bestyrelsesmedlem i Grenaakredsens Venstre fra 1926 til 1935.
Han blev opstillet til Folketinget for Venstre i Nykøbingkredsen i Thisted Amtskreds ved folketingsvalget i 1950, og valgt. Han blev efterfølgende genvalgt ved begge valg i 1953 og i 1957, men genopstillede ikke ved folketingsvalget i 1950.

## Andre tillidsposter
Krogh var kasserer for Marie Magdalene-Koed Sygekasse fra 1922 til 1935 og menighedsrådsformand i Koed Sogn fra 1923 til 1935.
Krogh var sekretær i Kolind Landboforening fra 1920 til 1926 og formand for Kolind Landboforening og Husmandsforenings ungdomssektion fra 1926 til 1935. Han blev udnævnt til æresmedlem for Kolind Landboforening i 1935. Han blev formand for Rønde Højskoles bestyrelse i 1933 og formand Foreningen Nordens afdeling i Ikast i 1938.